# باشگاه فوتبال استقلال هرات
باشگاه فوتبال استقلال هرات یکی از تیم‌های سرشناس شهر هرات است. لباس رسمی تیم فوتبال استقلال هرات آبی رنگ است. این باشگاه در لیگ هرات بازی می‌کند.

## جام وحدت ملی افغانستان
استقلال هرات در سال ۱۳۸۵ قهرمان اولین دوره فوتبال در سطح افغانستان زیر نام جام وحدت ملی شد. در این مسابقات که در استادیوم بیست هزار نفری هرات برگزار شد تیم استقلال هرات با تیم‌های اتفاق هرات، جلال‌آباد ۱۱ و کابل بانک همگروه بود. نتایج دیدارها بدین گونه بود.

### گروه بی
- استقلال هرات ۱–۰ کابل بانک
- استقلال هرات ۳–۱ جلال‌آباد ۱۱
- استقلال هرات ۱–۰ اتفاق هرات
- کابل بانک ۵–۱ جلال‌آباد ۱۱
- کابل بانک ۳–۱ اتفاق هرات
- جلال‌آباد ۱۱ ۱–۳ اتفاق هرات

### نیمه نهایی
- استقلال هرات ۱–۰ مزار شریف ۱۱

### فینال
- استقلال هرات ۱–۰ کابل بانک

## هماوردان
رقبای سنتی استقلال هرات تیم‌های قوی ابومسلم هرات و تیم قدیمی اتفاق هرات هستند.